# Washingtonstraße
Die Washingtonstraße ist eine nach George Washington benannte Straße in den Dresdner Stadtteilen Übigau, Mickten und Kaditz. Sie verbindet als Teil des Äußeren Stadtrings die Bundesautobahn 4 an der Anschlussstelle „Dresden-Neustadt“ mit der Flügelwegbrücke.

## Verlauf

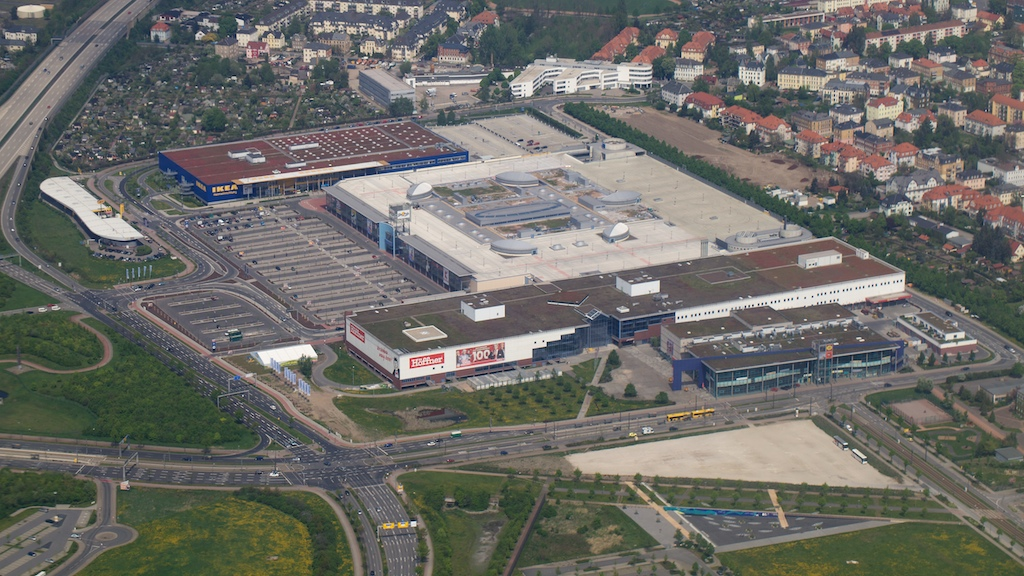
Die Washingtonstraße (links) am Elbepark vor der Einmündung in die Autobahn.

Die Washingtonstraße verläuft in Nord-Süd-Richtung. Sie beginnt am Ende der Flügelwegbrücke und führt durch ein vornehmlich gewerblich genutztes Baugebiet im Stadtteil Übigau. Dort mündet die Werftstraße in die Washingtonstraße ein, weiter nördlich wird die Scharfenberger Straße gekreuzt.
Die Straße verläuft in nördlicher Richtung weiter durch den Stadtteil Mickten, in dem sie die Overbeckstraße und die Straße „An der Flutrinne“ kreuzt. Zwischen diesen beiden Straßen wird die Washingtonstraße mit einer 160 Meter langen Brücke über die Kaditzer Flutrinne geführt. Schließlich führt die Straße in den Stadtteil Kaditz, wo sie sich mit der Lommatzscher/Kötzschenbroder Straße kreuzt. In ihrem weiteren Verlauf bindet sie über eine Kreuzung mit der Peschelstraße den Elbepark an die Bundesautobahn 4 an, in die sie wenig später im Zuge der Autobahnanschlussstelle Dresden-Neustadt übergeht.

## Geschichte
Die erste Bezeichnung der Straße war „Am Flugplatz“. Der Name leitete sich vom Flugplatz Dresden-Kaditz ab, dessen östliche Begrenzung die Straße bildete. Als die Flügelwegbrücke eröffnet wurde, erfuhr die Straße in den Jahren 1930 und 1931 einen Ausbau und bekam den Namen des ersten amerikanischen Präsidenten George Washington, dessen Geburtstag sich am 22. Februar 1932 zum 200. Mal jährte. Während der Zeit der DDR wurde die Straße nicht umbenannt.
Planungen zu einem Weiter- und Ausbau der Straße wurden zunächst nicht realisiert. Erst nach der Wende begann der Ausbau zu einer vierspurigen Verbindungsstraße zwischen der Bundesstraße 6 und der Autobahn. Durch die Eröffnung des Einkaufszentrums Elbepark im Jahr 1995 musste die Anschlussstelle Dresden-Neustadt leistungsfähiger gestaltet werden, um dem gestiegenen Verkehrsaufkommen gerecht zu werden. Dazu wurde die Washingtonstraße in ihrem nördlichen Verlauf etwas nach Osten verlegt und bis an die Peschelstraße erweitert, wo sie zusammen mit der Kötzschenbroder Straße den Autobahnanschluss bildet. Die Freigabe der Strecke erfolgte am 14. August 1998 nach etwa einjähriger Bauzeit. In diesem Zusammenhang erfolgte von 1996 bis 1998 auch der Brückenbau über die Kaditzer Flutrinne. Zuvor war die Straße auf der Sohle der Flutrinne entlanggeführt worden und endete an der Kötzschenbroder Straße an einem Kreisverkehr, in dessen Mitte sich der Autobahn-Obelisk befand.

## Verkehr

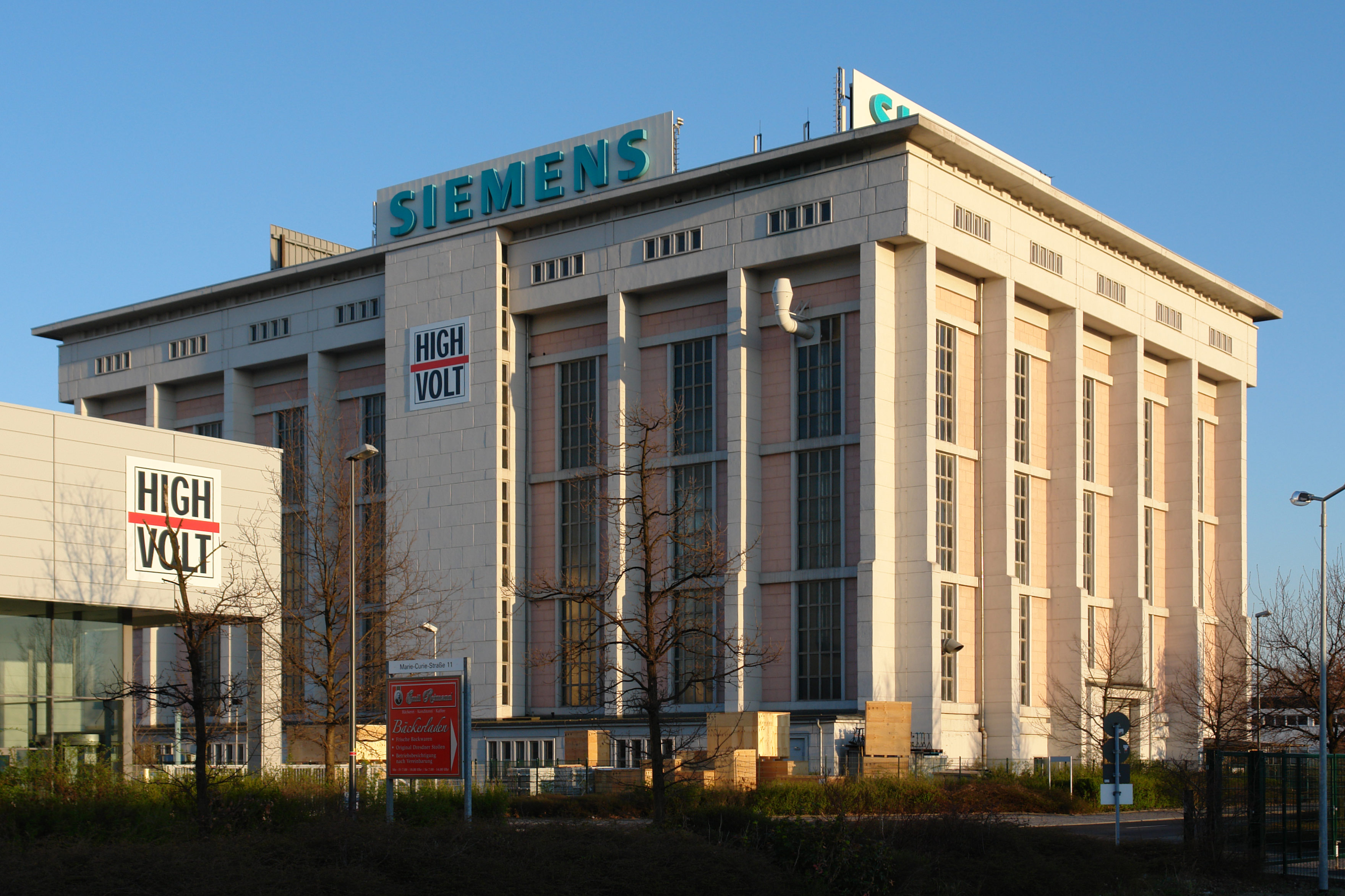
Technologiepark

Die Washingtonstraße ist vierspurig ausgebaut und hat durchgehend Fußgänger- und Radfahrerwege auf beiden Straßenseiten. Die Dresdner Verkehrsbetriebe befahren die Washingtonstraße zwischen Flügelwegbrücke und Lommatzscher Straße mit den Buslinien 70 (Gompitz–Industriegebiet Klotzsche) und 80 (Bahnhof Klotzsche–Omsewitz). Dabei werden die Haltestellen Werftstraße, Overbeckstraße und Gewerbegebiet Kaditz bedient.
Die Washingtonstraße ist als Staatsstraße 73 klassifiziert.

## Bebauung

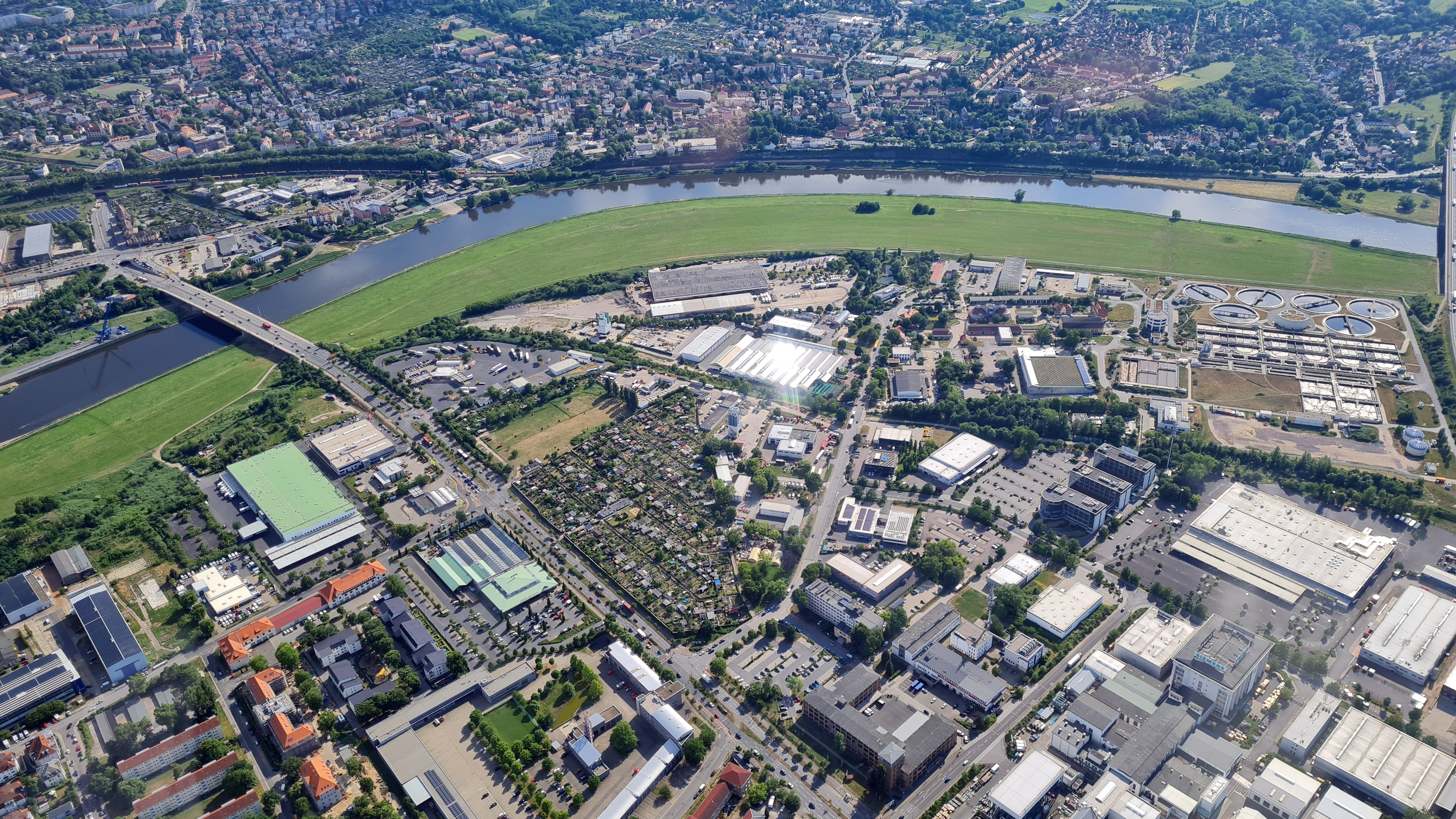
Washingtonstraße bis zur Flügelwegbrücke mit Autohof, Kleingärten und Feuerwache (unten Mitte)

An der Washingtonstraße sind vornehmlich gewerbliche und Industriebauten zu finden. An der Straße befand sich früher die Kaserne Übigau, deren Gelände unter Denkmalschutz steht. Auf einem Teil des seit 1993 ungenutzten Geländes befindet sich die 1996/1997 erbaute Wache Übigau, eine der fünf Feuer- und Rettungswachen der Berufsfeuerwehr Dresden.
Die Gebäude des ehemaligen Dresdner Transformatoren- und Röntgenwerks werden heute als Sigma-Technologiepark (früher Siemens-Technopark) genutzt. Auf dem Gelände des früheren Flugplatzes entstanden Kleingartenanlagen und Industriebauten. In den 1990er Jahren wurde östlich der Washingtonstraße die Wohnsiedlung An der Flutrinne errichtet, in der Umgebung kam es zu weiteren Ansiedlungen von Industrie und Gewerbe.